# Pedro de Vasconcelos e Sousa
Pour les articles homonymes, voir Vasconcelos e Sousa.
Pedro de Vasconcelos e Sousa fut un noble et un administrateur colonial portugais. Il assuma notamment la charge de gouverneur général du Brésil entre 1711 à 1714.